# エッジウェア駅 (ロンドン地下鉄)
エッジウェア駅（エッジウェアえき、英語：Edgware tube station）はロンドン北部、バーネット・ロンドン特別区、エッジウェアにあるロンドン地下鉄の駅である。当駅はノーザン線エッジウェア支線の終点で、南隣、ロンドン中心寄りにはバーント・オーク駅があり、トラベルカード・ゾーン5に含まれる。

## 駅の位置
当駅はハイ・ストリートから北東に分岐したステーション・ロードに面し、駅はハイ・ストリートから500 m程のところにある。駅舎は道路からやや下がった位置にあり、駅前には車からの乗降や荷降ろしのためのロータリーがある。駅の右側にはエッジウェア・バス駅とバスの車庫に通じる道がある。

## 歴史
当駅は1924年8月18日、ロンドン地下電気鉄道傘下のハムステッド・チューブの第二期延伸線の終点として開業した。駅は建築家スタンレー・ヒープスが設計、片面ホーム1面1線（1番線）、島式ホーム1面2線（2番線、3番線）があり、島式ホームは屋根で覆われている。
1867年にはすでにロンドン・アンド・ノース・イースタン鉄道（英語：London and North Eastern Railway、LNER）の駅が開業していたが、当駅が開業した1924年時点では駅周辺には村落がある程度だった。地下鉄の新駅は、駅開業により開発が加速することを期待して村落の北のはずれの空き地に設けられ、1920年代を通じて宅地開発が行われた。
駅の位置はロンドン・アンド・ノース・イースタン鉄道の既存線からこの路線の終点の直前で分岐し、ブシー経由でワトフォード・ジャンクションまでの路線を計画していたワトフォード・アンド・エッジウェア鉄道（英語：Watford and Edgware Railway、W&ER）の駅予定地に隣接していた。

### ニュー・ワークス・プログラム

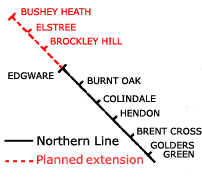
ブシー・ヒースへの延伸計画

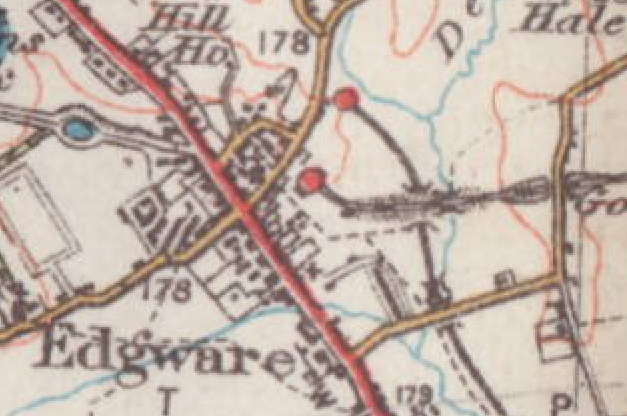
1930年のエッジウェアの地図。地下鉄の駅が上に、LNERの駅が下に描かれている。LNERの路線が東に延びている。

1933年にロンドン地下電気鉄道を含むロンドンの公共交通機関運営会社を統合して設立されたロンドン旅客運輸公社は、1935年にニュー・ワークス・プログラムを発表、これにはハムステッド・チューブと、シティ・アンド・サウス・ロンドン鉄道の路線が一体に運営されるようになって以降は「モーデン・エッジウェア線」と呼ばれる様になっていたのちのノーザン線に大きな影響を与える次の計画が含まれていた。
- ロンドン北部の、フィンチリーからエッジウェアまでの路線を含むロンドン・アンド・ノース・イースタン鉄道の路線（ノーザン・ハイト各線）をロンドン地下鉄に編入し、モーデン・エッジウェア線の一部とする。
- モーデン・エッジウェア線をエッジウェアから南西に、ブシー・ヒース（英語版）まで約5キロメートル延伸し、下記3駅を設けるとともにアルデナム（英語版）に車両基地を建設する。
  - ブロックレイ・ヒル駅（英語版）
  - エルストリー・サウス駅（英語版）
  - ブシー・ヒース駅（英語版）

この路線の認可は19世紀にワトフォード・アンド・エッジウェア鉄道に与えられていたが、ロンドン電気鉄道が1922年にワトフォード・アンド・エッジウェア鉄道をこの路線を建設する権利ごと買収した。元々の計画ではこの路線はロンドン・アンド・ノース・イースタン鉄道の路線に接続されることになっていたが、ニュー・ワークス・プログラムではモーデン・エッジウェア線に接続するよう変更されている。ロンドン地下鉄のエッジウェア駅の南200メートルのところにあったロンドン・アンド・ノース・イースタン鉄道のエッジウェア駅は閉鎖され、ロンドン・アンド・ノース・イースタン鉄道はモーデン・エッジウェア線と交差する当駅すぐ東の地点から地下鉄に乗り入れ、当駅にはホームが増設することになっていた。
当駅周辺とは別に、ロンドン・アンド・ノース・イースタン鉄道はイースト・フィンチリー駅とフィンズベリー・パーク駅でもロンドン地下鉄と接続する計画とされ、エッジウェアからは下記3ルートでロンドン中心に向かうことが出来ることになっていた。
- 既存のモーデン・エッジウェア線による、ゴルダーズ・グリーン、カムデン・タウン経由のルート
- もとロンドン・アンド・ノース・イースタン鉄道の路線を経由してフィンチリー・セントラルに至り、ハイゲート、カムデン・タウン経由のルート
- もとロンドン・アンド・ノース・イースタン鉄道の路線を経由してフィンチリー・セントラルに至り、ハイゲートまでモーデン・エッジウェア線を通り、もとロンドン・アンド・ノース・イースタン鉄道の別ルートに入ってフィンズベリー、ノーザン・シティ線経由でムーアゲートに至るルート。

### 計画延期と中止

ノーザン・ハイト関連の各線が計画通り完成していた場合、当駅はロンドン地下鉄の路線図上ではこの様に表わされていた

ロンドン・アンド・ノース・イースタン鉄道の路線の改良と、当駅からブッシー・ヒースへの延伸計画は第二次世界大戦の勃発により中断された。当駅のホーム増設工事は着工され、1939年に改良工事に伴ってロンドン・アンド・ノース・イースタン鉄道の路線は休止された。当駅から先の延伸線のトンネル掘削などの工事は着工済みだったが、戦中は工事が中断された。
戦後、メトロポリタン・グリーン・ベルトと呼ばれる、ロンドン市域の拡張を制限する計画が実行された。「グリーン・ベルト（緑地帯）」として開発が制限された地域の中にブシー・ヒース延伸線が含まれていたため、この沿線を宅地することが困難となり、この路線を建設する意義も失われたことから、延伸計画は中止された。
ロンドン・アンド・ノース・イースタン鉄道のエッジウェア駅での貨物営業は1960年代まで継続されたものの、旅客営業が再開されることはなかった。この路線の電化はわずかにフィンチリー・セントラルとミル・ヒル・イーストの間の1駅間のみで行われ、この区間だけがノーザン線に組み込まれた。残りの区間の改良計画は1950年代に正式に中止された。

### 事故
1946年7月27日、当駅に到着しようとしていた北行列車の運転士が心臓発作を起こし、列車は約8 km/hで車止めに衝突した。乗客に死者、重傷者は出なかったが、運転士は心臓発作により事故車両から救出される前に死亡した。事故の状況から、運転士がデッドマン装置を無効にしていたことが判明している。この事故の状況は1975年のムーアゲート事故と酷似している。

### 近代化
2008年から2009年にかけてロンドン地下鉄の維持管理を受託するチューブ・ラインズによって、バリアフリー対応のためのエレベーター設置、監視カメラの改良などの工事が行われた。

## バス路線
ロンドンバス32、79、107、113、142、186、204、221、240、251、288、292、303、305、340、深夜バスN5、N16、N113、ロンドン交通局以外が運営する614、644が当駅とエッジウェア・バス駅を経由する。

## ギャラリー

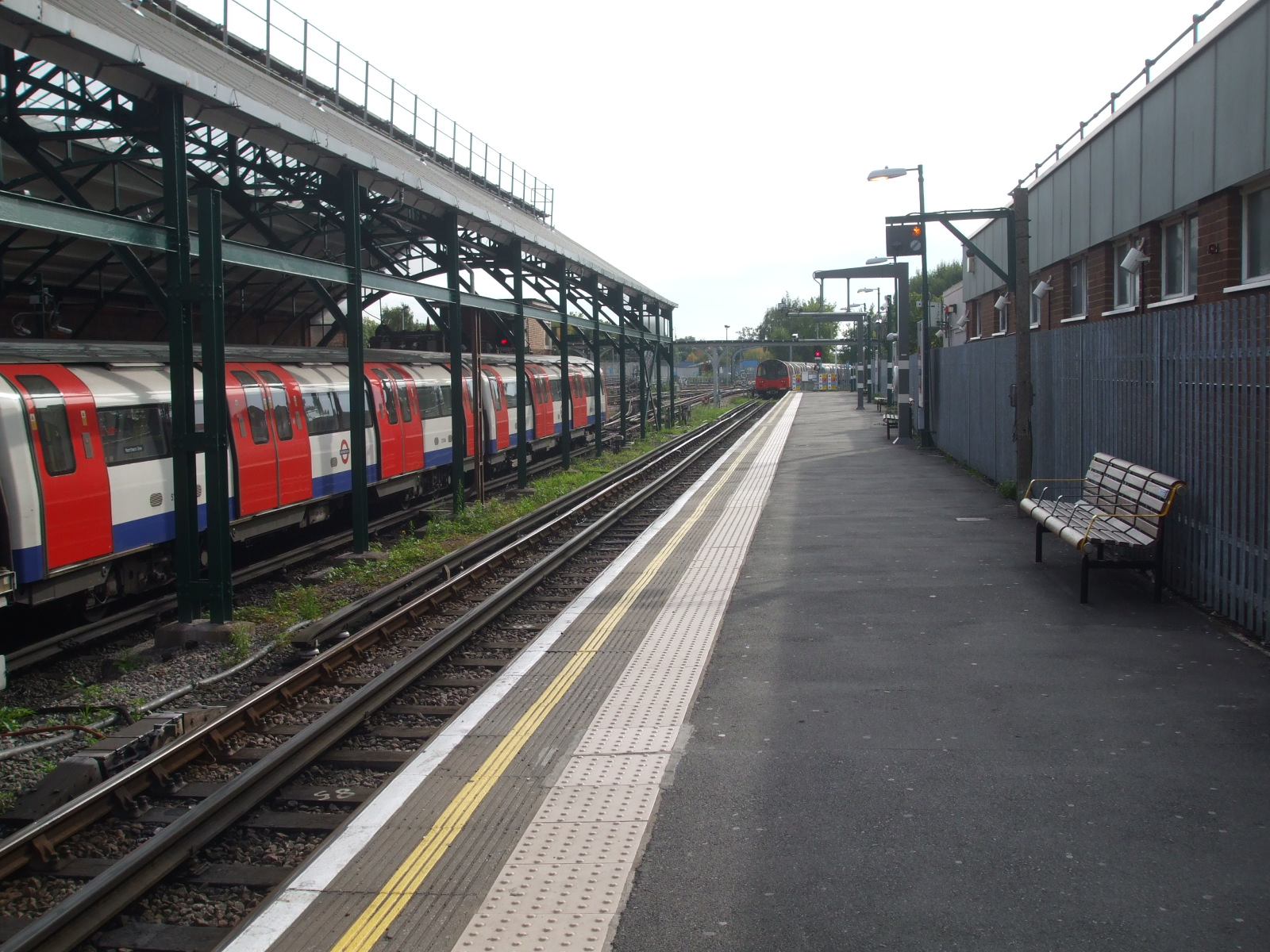
1番ホーム。南を見る(2009年10月)
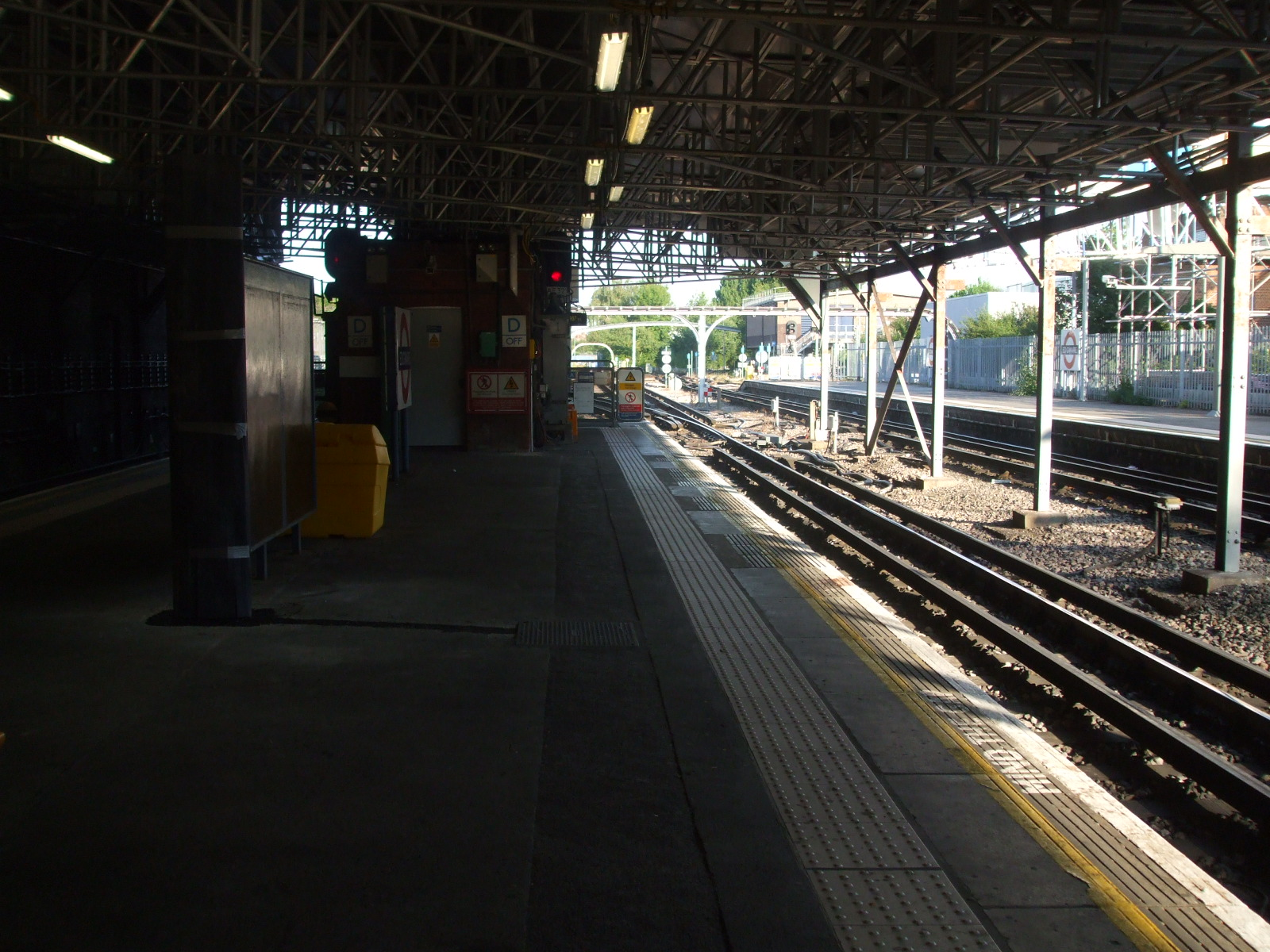
2番ホーム。南を見る(2008年7月)
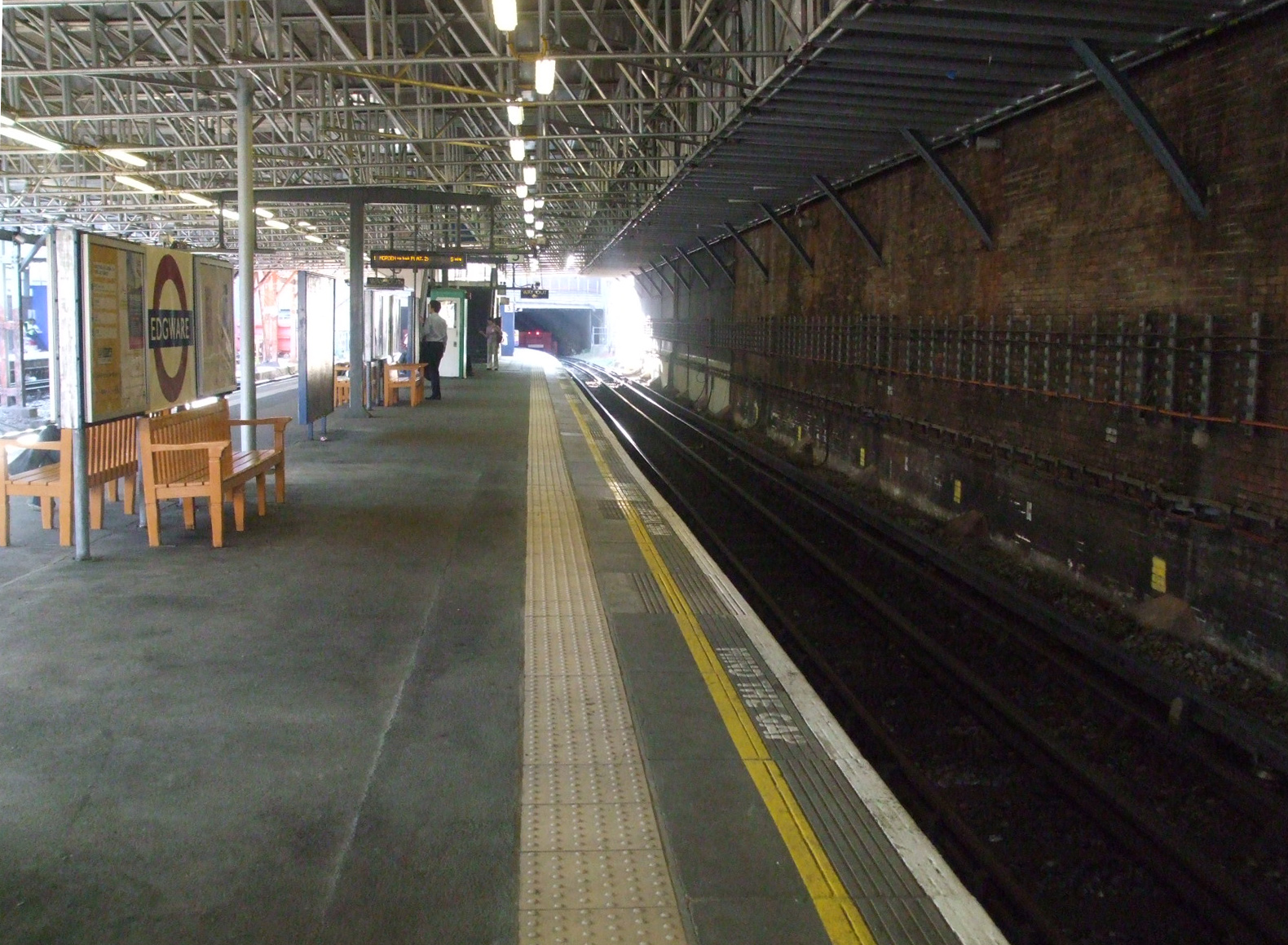
3番ホーム。北を見る(2008年7月)
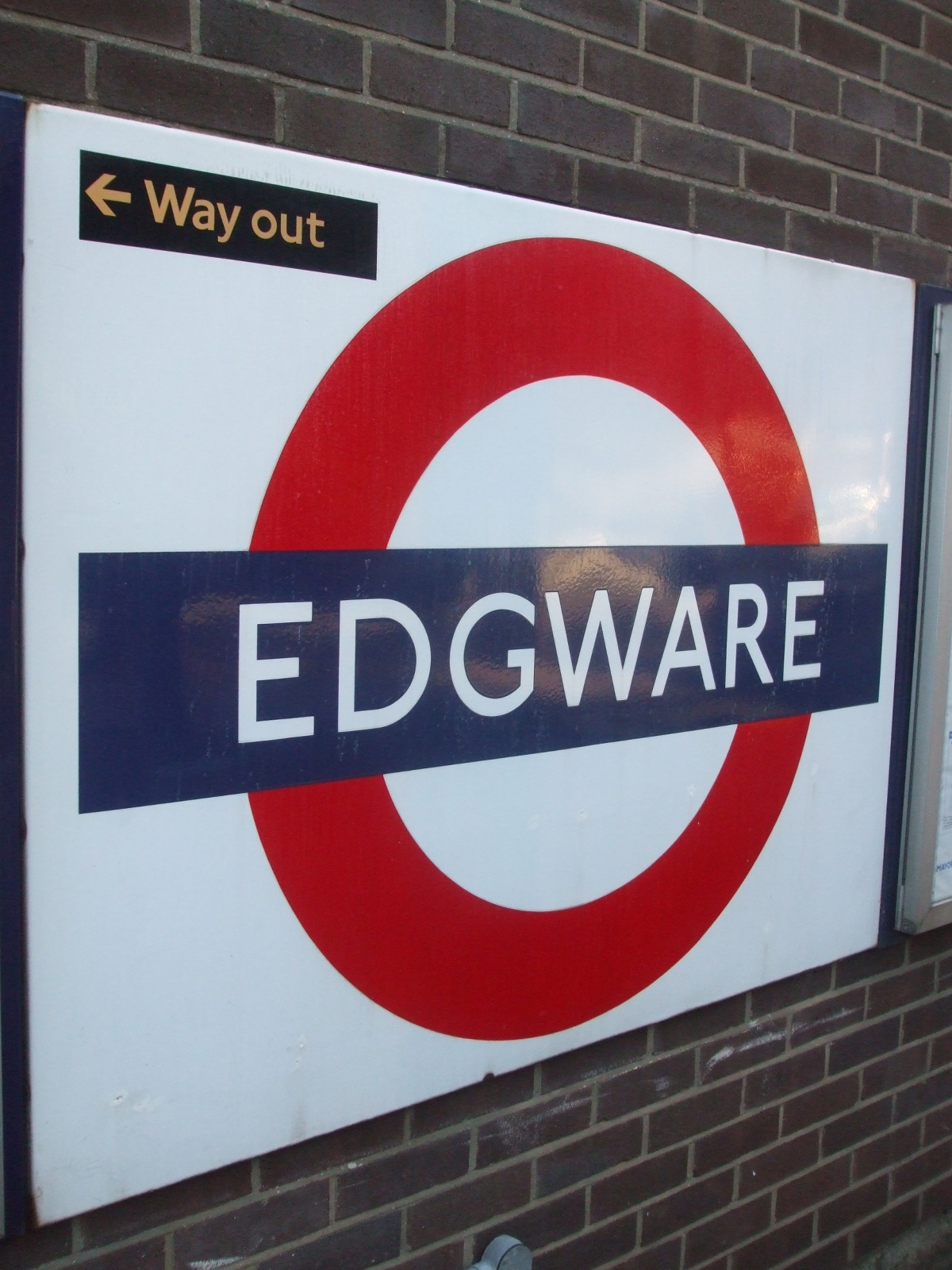
1番ホームの駅名標